# Podul Nou din Mitrovica
Podul Nou (cunoscut și sub numele de Podul din Mitrovica sau Podul de pe râul Ibar) este un pod din oțel care traversează râul Ibar în orașul Mitrovica din nordul statului Kosovo[a]. Podul Nou a devenit un simbol iconic al divizării provinciei Kosovo, el separând în jur de 80.000 de albanezi kosovari din sudul orașului de aproximativ 40.000 de sârbi care trăiesc în partea de nord. El este folosit ca un punct de control militar și oferă o frontieră de facto între enclavele sârbe din nord și restul provinciei Kosovo.

## Istoric

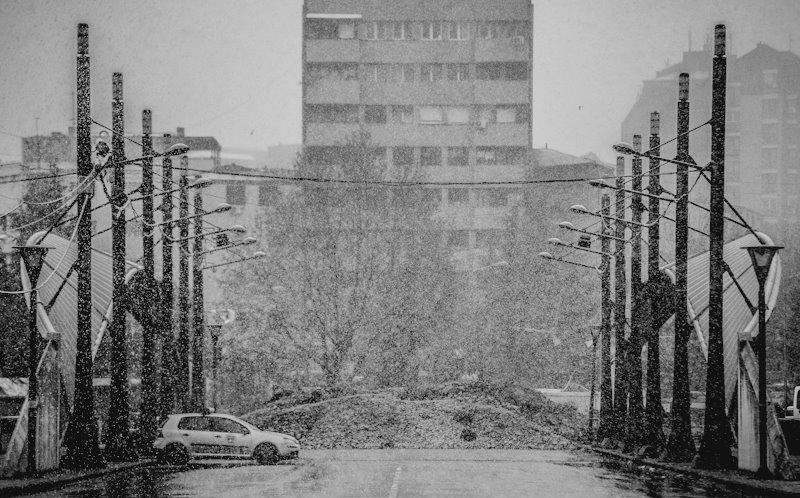
Prima zăpadă pe podul principal din Mitrovica.

În 2001, podul a fost renovat cu bani de la guvernul francez. Operațiuni structurale precum lărgirea pilonului central, reconstrucția planșeului și a pavajelor din beton și înlocuirea rulmenților și a rosturilor de dilatare au fost efectuate în cadrul lucrărilor de reconstrucție a podului cu lungimea de o sută de metri. În afară de aceste activități de reparație, au fost amplasate elemente arhitecturale suplimentare precum puncte de observație pe pod, stâlpi de iluminat, scări pentru accesul pe chei și două arcuri decorative. Compania Freyssinet a câștigat contractul pentru reconstruirea podului din Mitrovica. Clauzele contractului stipulau că Freyssinet trebuia să angajeze o echipă de construcție multi-etnică pentru a reface podul. În septembrie 2000 au fost aleși 61 de muncitori din Kosovo - un albanez pentru un sârb. Managerul de proiect a fost Pierre Lottici. Departamentul de Transporturi și Infrastructură - o divizie a Structurii Administrative Comune UNMIK - a supravegheat derularea construcției podului. La sfârșitul lunii iunie 2001, noul pod din Mitrovica ce a costat 3 milioane de mărci germane a fost predat primăriei orașului Mitrovica.
Podul Nou este unul dintre cele trei poduri peste râul Ibar la Mitrovica. Celelalte două, unul care duce la gară și altul care este un pod de cale ferată abandonat, sunt mai ușor de folosit. Podul Noul este principalul punct de trecere între cele două părți ale orașului.